# 지방도 제634호선
지방도 제634호선은 충청남도 태안군 원북면 방갈리 학암포와 서산시 성연면 명천리 성연 교차로를 잇는 충청남도의 지방도이다. 서산시 성연면 면소재지를 통과한다. 고남리 ~ 오사리 구간 약 1.4km에서 국도 제29호선과 중첩되며, 태안군 태안읍 무내삼거리부터 원북면 반계삼거리 구간 약 6km는 지방도 제603호선과 중첩된다.

## 연혁
- 2002년 1월 21일 : 태안군 태안읍 어은리 ~ 서산시 팔봉면 어송리 3.74km 구간 개통[1]
- 2003년 2월 20일 : 지방도 노선 폐지 및 재지정으로 총연장이 47.3km에서 43.5km로 변경[2]
- 2010년 1월 20일 : 태안군 태안읍 삭선리 ~ 산후리 2.37km 구간 확장 개통[3]
- 2012년 7월 1일 : 지방도 노선 조정[4]
- 2014년 7월 9일 : 서산시 성연면 왕정리 ~ 오사리 2.04km 구간 개통[5]
- 2015년 11월 10일 : 태안군 태안읍 산후리 ~ 어은리 2.6km 구간 개통, 기존 구간인 태안군 태안읍 어은리 730m 구간 폐지[6]
- 2021년 8월 20일 : 서산시 성연면 평리 ~ 명천리 2.0km 구간 개통, 기존 1.3km 구간 폐지[7]

## 주요 경유지
- 태안군
  - 원북면 학암포 - 방갈리 - 구례포삼거리 - 황촌리 - 안산삼거리 - 원북초등학교 방갈분교 - 황촌리 - 이곡리 - 이화다목적타운(구 원북초등학교 이화분교) - 이종일선생생가 - 닷개삼거리 - 반계 교차로 - 청산리 - 대기리 - 풍천교 - 양산리
  - 태안읍 태안농공단지 - 삭선리 - 무내 교차로 - 산후리 - 어은리 - 도내리 - 어송교 - 솔감저수지

- 서산시
  - 팔봉면 솔감저수지 - 덕송리 - 어송리 - 오목내사거리 - 양길리 - 금학리
  - 성연면 고남리 - 일람사거리 - 고암교 - 일람삼거리 - 오사삼거리 - 오사리 - (교량) - 서산테크노벨리 - (교량) - 평리교 - 평리 - 명천리 - 명천교 - 성연 교차로

## 중복 구간
- 태안군 원북면 반계 교차로 ~ 태안읍 무내 교차로 : 지방도 제603호선과 중복

## 도로명
- 태안군 원북면 학암포 ~ 반계 교차로 : 옥파로
- 태안군 원북면 반계 교차로 ~ 태안읍 무내 교차로 : 원이로
- 태안군 태안읍 무내 교차로 ~ 솔감저수지 : 진벌로
- 서산시 팔봉면 솔감저수지 ~ 성연면 일람사거리 : 한월당로
- 서산시 성연면 일람사거리 ~ 오사삼거리 : 충의로
- 서산시 성연면 오사삼거리 ~ 오사리 : 성연1로
- 서산시 성연면 오사리 ~ 서산테크노벨리 : 성연3로
- 서산시 성연면 서산테크노벨리 ~ (교량) 북단 : 성연4로
- 서산시 성연면 (교량) 북단 ~ 성연 교차로 : 성연로